# Rosemary Kennedy
Rose Marie "Rosemary" Kennedy (13 de setembre de 1918 - 7 de gener de 2005) va ser la filla gran nascuda de Joseph P. Kennedy Sr. i Rose Fitzgerald Kennedy. Era germana del president John F. Kennedy i dels senadors Robert F. i Ted Kennedy.
En els seus primers anys d'adult jove, Rosemary Kennedy "estava tornant-se cada cop més irritable i difícil". En resposta a aquests problemes, el seu pare li va organitzar una lobotomia el 1941, quan tenia 23 anys. El procediment la va deixar incapacitada permanentment i la va fer incapaç de parlar de manera intel·ligible.
Rosemary Kennedy va passar la major part de la resta de la seva vida sent atesa a St. Coletta, una institució de Jefferson, Wisconsin. La veritat sobre la seva situació i el seu parador es va mantenir en secret durant dècades. Tot i que inicialment estava aïllada dels seus germans i la seva família extensa després de la seva lobotomia, Rosemary els va visitar durant la seva vida posterior.

## Família i primera vida

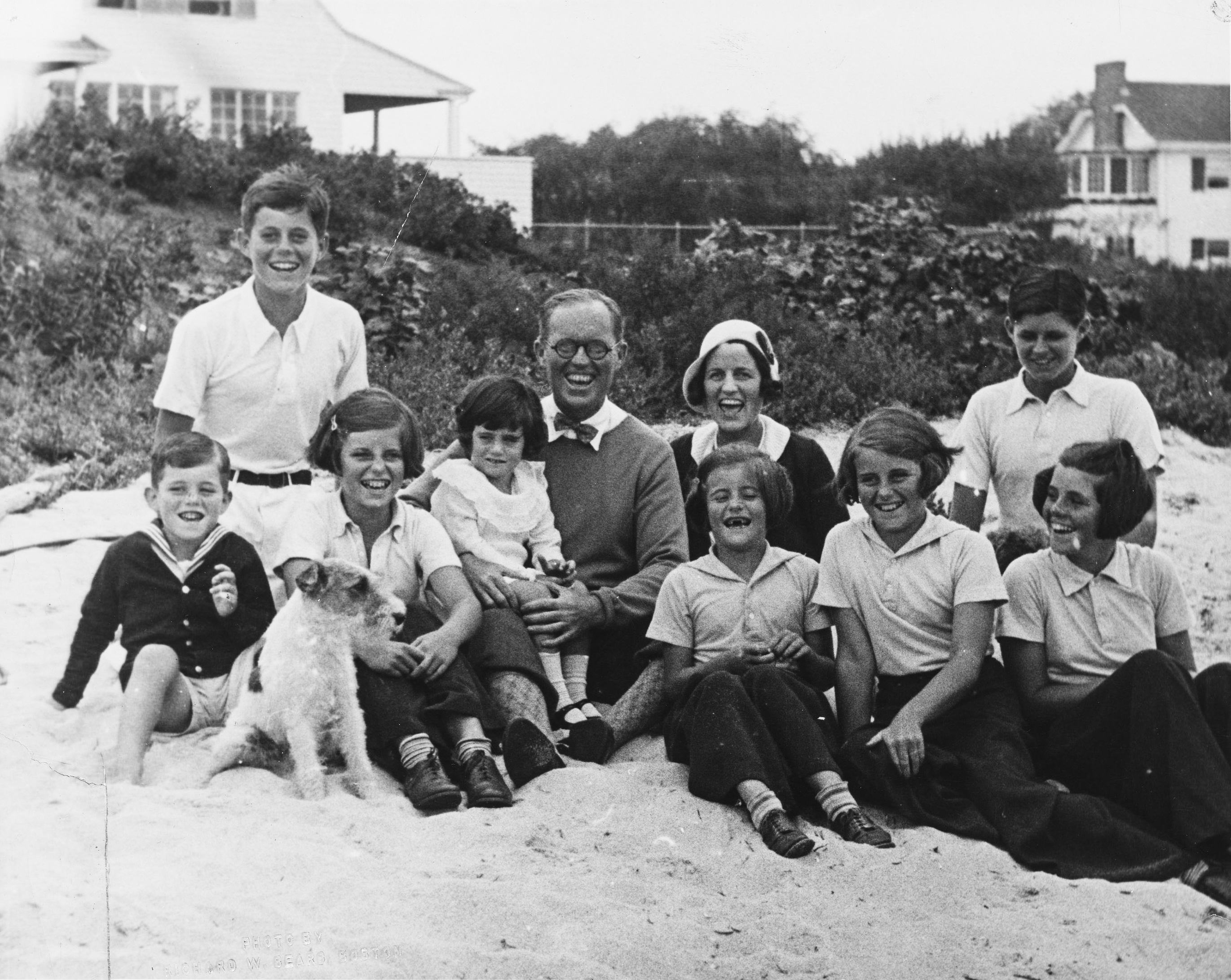
La família Kennedy a Hyannis Port, Massachusetts el 1931, amb Rosemary a la banda de més a la dreta.

Rosemary Kennedy va néixer a casa dels seus pares a Brookline, Massachusetts el 13 de setembre de 1918. Va ser el tercer fill i primera filla de Joseph P. Kennedy Sr. i Rose Fitzgerald. Va rebre el nom de la seva mare i es deia comunament Rosemary o Rosie. Durant el seu naixement, el metge no va estar disponible immediatament a causa d'un brot de l'⁣epidèmia de grip espanyola i la infermera va ordenar a Rose Kennedy que mantingués les cames tancades, obligant el cap del nadó a romandre al canal de part durant dues hores. L'acció va provocar una pèrdua nociva d'oxigen. A mesura que Rosemary va començar a créixer, els seus pares es van adonar que no arribava als passos bàsics de desenvolupament que un ésser humà assoleix normalment en un mes o any determinat. Als dos anys li va costar asseure's, gatejar i aprendre a caminar.
Els relats de la vida de Kennedy van indicar que tenia una discapacitat intel·lectual, encara que alguns han plantejat preguntes sobre els relats dels Kennedy sobre la naturalesa i l'abast de la seva discapacitat. Un biògraf va escriure que Rose Kennedy no confiava en els seus amics i que feia veure que la seva filla s'estava desenvolupant normalment, amb familiars que no fossin la família immediata sense saber res de la discapacitat de Rosemary. Malgrat l'ajuda dels tutors, Rosemary va tenir problemes per aprendre a llegir i escriure. Als 11 anys, va ser enviada a un internat de Pennsilvània per a persones amb discapacitat intel·lectual.
Als 16 anys, Kennedy va ser enviada al Convent del Sagrat Cor a Elmhurst, Providence, Rhode Island, on va ser educada per separat dels altres estudiants. Dues monges i una mestra especial, la senyoreta Newton, van treballar amb ella tot el dia en una aula separada. Els Kennedy van donar a l'escola una nova pista de tenis pels seus esforços. Es va informar que les seves habilitats de lectura, escriptura, ortografia i recompte es trobaven a un nivell de quart (entre 9 i 10 anys). Durant aquest període, la seva mare va organitzar que el seu germà gran John l'acompanyés a un ball de te. Gràcies a ell, ella va aparèixer "no massa diferent" durant el ball.

Rosemary va llegir pocs llibres, però va poder llegir Winnie-the-Pooh. Els diaris escrits per ella a finals de la dècada de 1930 i publicats a la dècada de 1980, revelen una dona jove la vida de la qual estava plena de sortides a l'⁣òpera, balls de te, vestits i altres interessos socials. Kennedy va acompanyar la seva família a la coronació del papa Pius XII a Roma el 1939 per exemple i també va visitar la Casa Blanca. Els pares de Kennedy van dir a la revista Woman's Day que "estava estudiant per ser mestra d'infantil" i a Parents se li va dir que, tot i que tenia "interès per la feina de benestar social, es diu que albergava un anhel secret de pujar a l'escenari". Quan The Boston Globe va demanar una entrevista amb Rosemary, l'assistent del seu pare va preparar una resposta que Rosemary va copiar laboriosament:
Sempre he tingut gustos seriosos i entenc que la vida no se'ns dóna només per gaudir. Fa temps que estic estudiant el conegut mètode psicològic de la Dra. Maria Montessori i em vaig llicenciar en Magisteri l'any passat.
El 1938, Rosemary Kennedy va ser presentada com a debutant del rei Jordi VI i la reina Isabel al Palau de Buckingham durant el servei del seu pare com a ambaixador dels Estats Units al Regne Unit. Rosemary va practicar la complicada reverència reial durant hores, però a l'esdeveniment va ensopegar i gairebé va caure. Ella mai va parlar de l'incident i va tractar el debut com un triomf. La multitud no va fer cap senyal, i el rei i la reina van somriure com si res no hagués passat.

## Lobotomia
Segons la germana de Kennedy, Eunice, quan Rosemary va tornar als Estats Units des del Regne Unit el 1940, es va tornar "cada vegada més irritable i difícil" als 22 anys. Kennedy sovint experimentava convulsions i s'envoltava de ràbia violenta, durant les quals colpejaria i feria altres persones. Després de ser expulsada d'un campament d'estiu a l'oest de Massachusetts i romandre només uns mesos en un internat de Filadèlfia, Kennedy va ser enviada a una escola conventual a Washington, DC Kennedy va començar a sortir furtivament de l'escola del convent a la nit. Les monges del convent pensaven que Rosemary podria estar relacionada amb parelles sexuals i que podria contraure una malaltia de transmissió sexual o quedar-se embarassada. El seu comportament ocasionalment erràtic frustrava els seus pares; el seu pare estava especialment preocupat perquè el comportament de Kennedy avergonyís la família i perjudiqués la seva carrera política i la dels seus fills.

Quan Kennedy tenia 23 anys, els metges van dir al seu pare que una lobotomia l'ajudaria a calmar els seus canvis d'humor i aturar els seus esclats violents ocasionals. Joe Sr. va decidir que Rosemary s'havia de fer una lobotomia; tanmateix, no va comunicar aquesta decisió a la seva dona fins després de finalitzar el procediment. El procediment va tenir lloc el novembre de 1941. A la biografia de 1996 de Ronald Kessler de Joe Sr., Sins of the Father, James W. Watts, que va dur a terme el procediment amb Walter Freeman (tots dos de la George Washington University School of Medicine & Health Sciences), va descriure el procediment a Kessler com segueix:
| « | (anglès) After Rosemary was mildly sedated, "We went through the top of the head," Dr. Watts recalled. "I think she was awake. She had a mild tranquillizer. I made a surgical incision in the brain through the skull. It was near the front. It was on both sides. We just made a small incision, no more than an inch." The instrument Dr. Watts used looked like a butter knife. He swung it up and down to cut brain tissue. "We put an instrument inside", he said. As Dr. Watts cut, Dr. Freeman asked Rosemary, for example, to recite the Lord's Prayer or sing "God Bless America" or count backwards;... "We tried to estimate thus, how far to further cut, based on how Rosemary responded." When she became incoherent, they ceased cutting. | (català) Després que Rosemary fos suaument sedat, "Vam passar per la part superior del cap", va recordar el Dr. Watts. "Crec que estava desperta. Tenia un tranquil·litzant lleu. Vaig fer una incisió quirúrgica al cervell a través del crani. Era prop de la part davantera. Estava als dos costats. Acabem de fer una petita incisió, no més d'una polzada". " L'instrument que utilitzava el doctor Watts semblava un ganivet de mantega. El va moure cap amunt i cap avall per tallar teixit cerebral. "Hem posat un instrument dins", va dir. Mentre el Dr. Watts va tallar, el Dr. Freeman va demanar a Rosemary, per exemple, que recités l'oració del Senyor o cantés "God Bless America" o que comptés al revés;... "Vam intentar estimar així, fins a quin punt podríem retallar més, basant-nos en com Rosemary va respondre". Quan es va tornar incoherent, van deixar de tallar. | » |

Watts va dir a Kessler que, segons la seva opinió, Kennedy no tenia "retard mental" sinó una forma de depressió. Una revisió de tots els documents escrits pels dos metges va confirmar la declaració de Watts. Tots els pacients que van lobotomitzar els dos metges van ser diagnosticats amb algun tipus de trastorn mental. Bertram S. Brown, director de l'Institut Nacional de Salut Mental que abans era ajudant del president Kennedy, va dir a Kessler que Joe Kennedy es referia a la seva filla Rosemary com a retardada mental en lloc de malalta mental per tal de protegir la reputació de John per a una candidatura presidencial i que la "manca de suport a la malaltia mental de la família forma part d'una negació familiar de tota la vida del que realment va ser". Ràpidament, es va veure que el procediment havia causat un dany immens. La capacitat mental de Kennedy va disminuir a la d'un nen de dos anys. No podia caminar ni parlar de manera intel·ligible i era incontinent.

### Conseqüències
Després de la lobotomia, Kennedy es va institucionalitzar immediatament. Inicialment, va viure durant diversos anys a Craig House, un hospital psiquiàtric privat situat a 90 minuts al nord de la ciutat de Nova York. El 1949, es va traslladar a Jefferson, Wisconsin, on va viure la resta de la seva vida als terrenys de l'escola St. Coletta per a nens excepcionals (abans coneguda com "St. Coletta Institute for Backward Youth"). L'arquebisbe Richard Cushing de Boston havia parlat al seu pare sobre St. Coletta's, una institució per a més de 300 persones amb discapacitat, i el seu pare va viatjar i va construir una casa privada per a ella a una milla fora del campus principal de Santa Coletta, prop d'Alverno House, que va ser dissenyat per a adults que necessitaven atenció permanent. Les monges van anomenar la casa "la casa de Kennedy". Dues monges catòliques, la germana Margaret Ann i la germana Leona, li van cuidar juntament amb una estudiant i una dona que treballaven en ceràmica amb Kennedy tres nits a la setmana. Kennedy tenia un cotxe que es podia utilitzar per portar-la a passeig i un gos que podia portar a passejar.
Com a resposta a la seva condició, els pares de Kennedy la van separar de la seva família. Rose Kennedy no la va visitar durant 20 anys. Joe Sr. no va visitar la seva filla a la institució. A Rosemary: The Hidden Kennedy Daughter, l'autora Kate Clifford Larson va afirmar que la lobotomia de Kennedy va estar oculta a la família durant 20 anys; cap dels seus germans sabia del seu parador. Mentre el seu germà gran John feia campanya per a la reelecció al Senat dels Estats Units el 1958, la família Kennedy va explicar la seva absència al·legant que era reclusa. La família no va explicar públicament la seva absència fins al 1961, després que John fos elegit president. Els Kennedy no van revelar que estava institucionalitzada a causa d'una lobotomia fallida, sinó que van dir que es considerava "retardada mental". El 1961, després que Joe Sr. tingués un ictus que el va deixar incapaç de parlar i caminar, els germans de Rosemary es van informar de la seva ubicació.
L'estat de Rosemary va ser revelat públicament per la seva germana Eunice en una entrevista de 1962 a The Saturday Evening Post, però la seva lobotomia no es va fer pública fins al 1987, quan la historiadora Doris Kearns Goodwin la va revelar al seu llibre The Fitzgeralds and the Kennedys.

## Vida posterior
Després de la mort del seu pare el 1969, els Kennedy van tornar a involucrar a Rosemary en la vida familiar. De tant en tant la portaven a visitar familiars a Florida i Washington, DC, així com la casa de la seva infància a Cape Cod, Massachusetts. En aquell moment, Rosemary havia après a caminar de nou, però ho va fer coixejant. Mai va recuperar la capacitat de parlar amb claredat i el seu braç estava paralitzat. De vegades s'acredita la seva condició com la inspiració d'⁣Eunice Kennedy Shriver per fundar els Jocs Olímpics Especials, encara que Shriver va dir a The New York Times el 1995 que Kennedy era només una de les persones discapacitades que faria anar a casa seva per nedar i que els jocs no s'han de centrar en cap individu.
Kennedy va morir per causes naturals el 7 de gener de 2005, als 86 anys, al Fort Atkinson Memorial Hospital de Fort Atkinson, Wisconsin, amb els seus germans (les germanes Jean, Eunice i Patricia i el germà Ted) al seu costat. Va ser enterrada al costat dels seus pares al cementiri de Holyhood a Brookline, Massachusetts.